# Lijst van voetbalinterlands Bangladesh - Malediven (vrouwen)
Deze lijst van voetbalinterlands is een overzicht van alle officiële voetbalinterlands tussen de nationale vrouwenteams van Bangladesh en de Malediven. De landen hebben tot nu toe vier keer tegen elkaar gespeeld.

## Wedstrijden
| № | Plaats    | Datum            | Competitie                        | Wedstrijd              | Uitslag |
| - | --------- | ---------------- | --------------------------------- | ---------------------- | ------- |
| 1 | Islamabad | 17 november 2014 | Zuid-Aziatisch kampioenschap 2014 | Bangladesh − Malediven | 3 − 1   |
| 2 | Shillong  | 9 februari 2016  | Zuid-Aziatische Spelen 2016       | Bangladesh − Malediven | 2 − 0   |
| 3 | Siliguri  | 2 januari 2017   | Zuid-Aziatisch kampioenschap 2016 | Bangladesh − Malediven | 6 − 0   |
| 4 | Kathmandu | 7 september 2022 | Zuid-Aziatisch kampioenschap 2022 | Bangladesh − Malediven | 3 − 0   |

## Samenvatting
| Competitie                   | Totaal gespeeld | Winst Bangladesh | Gelijk | Winst Malediven | Doelsaldo Bangladesh – Malediven |
| ---------------------------- | --------------- | ---------------- | ------ | --------------- | -------------------------------- |
| Zuid-Aziatisch kampioenschap | 3               | 3                | 0      | 0               | 12 − 1                           |
| Zuid-Aziatische Spelen       | 1               | 1                | 0      | 0               | 2 − 0                            |
| Totaal                       | 4               | 4                | 0      | 0               | 14 − 1                           |